# Liste der Monuments historiques in Trévillers
Die Liste der Monuments historiques in Trévillers führt die Monuments historiques in der französischen Gemeinde Trévillers auf.

## Liste der Immobilien
| Bezeichnung       | Beschreibung                           | Standort               | Kennzeichnung | Schutzstatus | Datum | Bild           |
| ----------------- | -------------------------------------- | ---------------------- | ------------- | ------------ | ----- | -------------- |
| Gefallenendenkmal | 1921 errichtet, Bildhauer Louis Hertig | Rue de l’Église (Lage) | PA25000104    | Inscrit      | 2022  | weitere Bilder |

## Liste der Objekte
| Bezeichnung     | Beschreibung | Standort                                   | Kennzeichnung | Schutzstatus | Datum | Bild |
| --------------- | --- | ------------------------------------------ | ------------- | ------------ | ----- | ---- |
| Hauptaltar      | Altartisch, Altaraufbau, Retabel und Gemälde; Holz, farbig gefasst und vergoldet, Ölfarbe auf Leinwand, 18. Jahrhundert | in der Kapelle Notre-Dame-du-Carmel (Lage) | PM25001371    | Classé       | 1979  |      |
| Zwei Reliquiare | Holz, vergoldet, 18. Jahrhundert                                                                                        | in der Kapelle Notre-Dame-du-Carmel (Lage) | PM25002425    | Inscrit      | 1979  |      |
| Kelch           | Silber, gemarkt 1782, Goldschmied Pierre-Antoine Grandguillaume                                                         | in der Kapelle Notre-Dame-du-Carmel (Lage) | PM25002426    | Inscrit      | 2001  |      |